# Schaffhouse-sur-Zorn
Schaffhouse-sur-Zorn é uma ex-comuna francesa na região administrativa de Grande Leste, no departamento Baixo Reno. Estendeu-se por uma área de 3,65 km². Em 2010 a comuna tinha 385 habitantes (densidade: 105,5 hab./km²).
Em 1 de janeiro de 2017 foi fundida na comuna de Hochfelden.